# アニメトピア
アニメトピアは、ラジオ大阪制作で1979年10月から1986年10月5日まで放送された、いわゆる「アニラジ」の元祖とも言うべきラジオ番組である。放送時間は土曜日21:30〜22:00、同22:45〜23:00（15分枠）、同22:30〜23:00、日曜日22:00〜22:30（全てラジオ大阪枠で、ネット局では一部異なる） と移動、ネット局も文化放送、東海ラジオの順に広がった。扱い広告代理店は、東急エージェンシー→旭通信社（現：アサツー ディ・ケイ）→読売広告社と変遷、録音は東京都中央区のアオイ制作スタジオ。

## 番組概要
「アニメ」という用語が、コーナータイトルなどではなく、番組タイトルに付けられた日本のラジオ史上初の番組である。略称は『トピア』。当時の人気女性声優2人をパーソナリティに起用したトーク中心の30分番組で、ゲストにも声優やアニメ制作スタッフなどが出演した。通常は録音放送だが、生放送だった期間や週も存在する。

### 女性声優2人のパーソナリティ
もともとは声優の麻上洋子1人による番組として企画されていたが、麻上がパートナーに吉田理保子を希望したため、2人のパーソナリティで放送がスタートした 以降、3代目までのパーソナリティは、アイドル系ベビーフェイス担当（麻上・島津冴子・高橋美紀）と、ヨゴレ系ヒール担当（吉田・田中真弓・坂本千夏）という対照的なキャラクターのコンビが起用され、それが番組の特徴となっていく。

### アニメを軸としない方向性
当初より番組中にもアニメ情報コーナーなどを設けていたが、トークやコーナーはアニメだけにとどまらない内容になることも多く、アニメ関係外の芸能人・有名人がゲストに呼ばれるなど、現在でいうアニラジとしてのテイストは薄めだった。キー局がラジオ大阪ということもあり、オール阪神や西川のりおなどの関西系お笑い芸人が頻繁に出演した。このバラエティ番組路線はラジオ大阪のディレクター“ゼニボケ”こと横山俊明が打ち立てた方向性であり、アニメ情報を中心とした構成でアニメ界のサロン的な番組を作ろうと考えていた番組企画者の“ハゲラ”こと旭通信社の片岡義朗とは、目指す方向性の食い違いから、放送開始当初は対立することも多かったという。そんな片岡が、この『アニメトピア』で目論んでいた内容をそのまま別番組として立ち上げたのが、1981年に文化放送で始まった『アニメNOW!』だったが、後に片岡は「アニメは語るものではなく、見て楽しむもの。語るのが面白くないものを、リスナーが聴いて面白いわけがない」と理解し、この番組を『アニメトピア』よりも楽しむことができなかったと、単行本のコラムにて明かしている。

### 最初のパーソナリティ交替
麻上と吉田はそれぞれ“行けず娘”“おばん”というキャラクターを、番組台本をもとに演じながらマシンガントークを繰り広げることで、番組の強烈な個性を打ち出していた。ところが番組が続いていくと、2人が素のトークを繰り広げることが多くなり、そのキャラクター性が薄れてきたことを機に、ディレクターの横山はパーソナリティの交替を決めたという。番組側は、前任よりもずっと若く、さらに演技力と将来性が伴うことを条件とした新パーソナリティ候補の選定を、セミレギュラーとして出演していた三ツ矢雄二に依頼。その三ツ矢が選定した数人の中から、オーディションとリスナー投票を参考に2代目パーソナリティに選ばれたのが、島津冴子と田中真弓だった。ちなみにリスナー投票で得票数トップとなったのは間嶋里美で、その他に三田ゆう子、川浪葉子、三浦雅子、伊倉一恵などが候補として上がっていた。また、三ツ矢雄二の舎弟として松野達也が準レギュラーとして参加。島津・田中・三ツ矢・松野が揃ってTVアニメ「さすがの猿飛」にレギュラー起用された。

### 番組黄金期
島津・田中の2代目時代に、MC2人のアイドルヒロインと根暗プスのキャラクターを立てたバラエティ番組路線が確立、さらに初代以上に下ネタが多く飛び出す低俗番組として定着。スポンサーもこの方向性を容認したことで、アニメファンだけでなく、タクシー運転手などをはじめとする一般人リスナーも増え、
パーソナリティごとのアルバムやキャラクターグッズ、単行本、オリジナルビデオなどが発売されるほどの勢いで、有料会員制の「アニメトピアファンクラブ」が設立。
公開録音やファンイベントが大阪府下、およびネット局がある都市での開催され、ファンクラブ会報の発行も行われ番組的に最盛期を迎えた。
島津・田中は、放送200回を機に惜しまれつつ勇退し、非公開オーディションにより高橋美紀と坂本千夏が3代目パーソナリティとなった。
3代目も初代・先代に引き継いで、お嬢様ヒロインとヒールのキャラクターを立てたバラエティ番組路線を続けたが、2代目のような爆発的な人気は得られず
ファンクラブの活動・ファンイベント等も下火になっていった。

### 正統派アニメ番組への路線変更
3代目の番組卒業とともに、リスナー投票によって4代目パーソナリティに川村万梨阿と冨永みーなが決定する。ともに当時のアイドル路線の声優であり、それまでのベビーフェイス＆ヒールというキャラクター性は消滅し、その結果、下ネタが飛び交うトークも失われていく。また、ビクター音楽産業（現・ビクターエンタテインメント）やアニメショップあいどるなど、アニメ関連のスポンサーが付いたことで、番組内でのアニメ情報に割く時間が大幅に増え、声優やアニソンを歌う歌手なども多くゲスト出演し、現在の正統派アニラジにも近い方向性を定着させていった。番組では、4代目はあくまでリスナーの投票によって決定したことを強調していたが、その発表が行われた1985年4月28日の放送では、川村は得票数第3位（1742票）、冨永は得票数第2位（1765票）という結果であり、本来ならばパーソナリティとして起用されるべき得票数第1位となった人物について触れられることはなかった。ただし、その前の週に「まだメインパーソナリティーが決まっていない」と横山ディレクターがメインで、水野アナウンサー他一名がサブとなって、放送が行われた回があった。その時、横山は田中真弓に直接電話にて番組出演をさせ、パーソナリティー不在の状況を説明した上で、「島津冴子と田中真弓に戻ってきてほしいという声が圧倒的に多かった。しかし、真弓ちゃんはもう他のラジオをやっていてもう、起用できなかった」と説明している。それに対し、田中も「のどから手が出るほどラジオが欲しいっていう状況で。でもゲストでもね、声がかかれば行きますよ」と答えている。

### 最終回
最終回を迎えたのは、4代目となってから約1年半、放送開始からは7年目となる1986年10月5日。「終了」ではなく「凍結」として、後に番組が再開することを予感させる演出を盛り込み、最終回特有の湿っぽい雰囲気になることなく放送された。
番組終了前には、初代・二代目・三代目のパーソナリティが週替わりでゲスト出演した。
ビクターは翌週より、東海ラジオをキー局に3局ネット（ラジオ大阪・ラジオ日本）で、矢尾一樹・佐和里美・ミンキー・ヤスによる、当番組の後継番組ともいえる『ポップス・アニメ情報局』をスタートさせている。
また近年、スカイパーフェクTV!における番組名として『アニメトピア』がタイムテーブルに載ったことがあったが、事前告知も無く「都合により」のテロップにより別番組が放送され、1度も放送されることは無かった。

### 番組関係者
- 横山俊明 - ディレクター、通称“ゼニボケ”。『イボコロリ』で知られる横山製薬の御曹司。片岡とともに脇役として番組やイベントに顔を出すことも多かった。
- 片岡義朗 - 番組企画者でプロデューサー的な役割、通称“ハゲラ"。3代目までの広告代理店・旭通信社に勤務する当時のアニメ業界の実力者。
- 響敏也 - 放送作家、通称“ど響”。作家・音楽評論家。
- 三井秀樹 - 初代・2代目のハガキ職人で現在は脚本家。
- 伊藤秀明 - ファンクラブ会報の編集長で、会報や単行本の挿絵やマンガも手掛けていた。アニメ・特撮研究家でファンロードのケッダーマンとしてもしられる。
- 水谷優子 - 声優としてデビューする以前にリスナーとして出演したことがある。

### パーソナリティ
- 初代　1979.10 - 1981.12
  - 麻上洋子、吉田理保子、（情報コーナー担当）片岡義朗（前期）、河野広美（後期）、（準）三ツ矢雄二、水野清文OBCアナ
- 2代目 1982.02 - 1983.09 （1982.01は2代目公開オーディション期間）
  - 田中真弓、島津冴子、（情報コーナー担当）河野広美（前期）、溝本摂（中期）、小粥よう子（後期）、（準）三ツ矢雄二、松野達也、水野清文
- 3代目 1983.10 - 1985.03
  - 高橋美紀、坂本千夏、（情報コーナー担当）小粥よう子、（準）松野達也、難波克弘、水野清文、中井雅之OBCアナ
- 4代目 1985.04 - 1986.10
  - 冨永みーな、川村万梨阿、（情報コーナー担当）小粥よう子、（準）矢尾一樹、中井雅之

### レギュラーコーナー
- ハゲラの生（録音）ハゲ伝言板
- トピア通信
- 根暗（ねぐら）真弓のおねえコーナー
- エンジェル冴子のポエムランド（好き好き冴子のポルノランド）
- 街角のおじさん達、珍しい店コーナー、略して街おじ珍店コーナー
- 田舎は心の妻だから、略していなづまコーナー
- テレホンアニメッセージ
- 女王千夏のサボテン王国
- 美紀の夢色鉄道
- ようこそよう子のインフォメーションコーナー
- 秘境ボランティアテレホン
- 必殺おチクリコーナー
- 公共電波私物化祭り
- 考えるトピア パパとママのダイアリー

### 前口上
2代目と3代目のオープニングの番組コール時には、パーソナリティによる独自の前口上が名物となった。
- 2代目

みんな、ビョーキ、してる？（田中）
エンジェル、してる？（島津）
気分は今、ずっぽり！モグラ、アニメトピア！（2人）
- 3代目

みんな、ニョロニョロしてる？（坂本）
あなたも、ヌルヌルしてる？（高橋）
気分は今、ぬっぺりドジョウ！アニメトピア！（2人）

### スポンサー
- ショウワノート
- pommop
- アニメショップあいどる
- 近代映画社
- ビクター音楽産業

アニメ雑誌とのタイアップは、初代が『マイアニメ』（秋田書店）、2代目以降は『ジ・アニメ』（近代映画社）。後に3冊発売された番組単行本は近代映画社から発行。

### 番組にゲストで出演した著名人
アニメ関係者
- 富野喜幸（現：富野由悠季）
- 安彦良和
- 高千穂遥
- 富山敬
- 平野文
- 小山茉美
- 鶴ひろみ
- 土井美加
- 細野不二彦

アニメ関係者以外
- オール阪神(番組中のCMに“ゴミドリゴミオ”役としても出演)
- 淡谷のり子
- アグネス・チャン
- やしきたかじん
- 西城秀樹
- 西川のりお
- 梨元勝
- 山本譲二
- 渡辺正行
- 小林幸子

### テーマ音楽

#### 初代
- 「街角のカフェ（インストゥルメンタル）」作曲：フランク・ミルズ（OP）
- 「街角のカフェ From a Sidewalk Cafe」作詞：藤公之介、作曲：フランク・ミルズ、編曲：桜庭伸幸、唄：吉田理保子、麻上洋子（ED）

#### 2代目
- 「二人がヒーロー」作詞曲：深野義和、編曲：桜庭伸幸、唄：田中真弓、島津冴子（前期OP）
- 「あんぶれら」作詞曲：深野義和、編曲：河野土洋、唄：田中真弓、島津冴子（前期ED）
- 「日曜日はお好き?」作詞曲：深野義和、編曲：飛沢宏元、唄：田中真弓、島津冴子（後期OP）
- 「マリンブルーの物語」作詞曲：深野義和、編曲：飛沢宏元、唄：田中真弓、島津冴子（後期ED）

#### 3代目
- 「スウィート・コミュニケーション」作詞：三浦徳子、作編曲：佐藤健、唄：坂本千夏、高橋美紀（OP）
- 「風のささやき」作詞：三浦徳子、作編曲：佐藤健、唄：坂本千夏、高橋美紀（ED）

#### 4代目
- 「H・O・L・I・D・A・Y」作詞：古田喜昭・詩織、作曲：古田喜昭、編曲：渡辺敬之、唄：川村万梨阿、冨永みーな、小粥よう子（OP）
- 「明日に乾杯」作詞：阿佐茜、作編曲：渡辺敬之、唄：トピア・シンガーズ（ED）

### 番組で行われた企画（事件）
- アニメNOW!対拳闘会 1981年
- さすがの猿飛癒着疑惑 1982年
- 田中真弓ラジオ大阪占拠事件 1983年4月24日放送
- トピア2代目シビア事件 1983年
- トピア本ハゲラ片岡寄稿無断編集事件 1983年
- カミソリ送付事件 1984年
- ヤングパラダイスとの抗争 1985年
- 300回記念懐かしの同窓会シリーズ 1986年

### 書籍
1. ラジオのドン詰まり!!アニメトピア 表から裏からこんばんわ!（近代映画社）（1983年8月）
2. ラジオのドン詰まり!!アニメトピア 2匹目のどじょうでこんばんわ!（近代映画社）（1984年3月）
3. ラジオのドン詰まり!!アニメトピア 3べん回ってこんばんわ!（近代映画社）（1986年5月）

### ディスコグラフィ
1. アニメトピア（キングレコードK25A-118）（1981年）
2. アニメトピアII（キングレコードK25A-272）（1982年）
3. アニメトピアIII（キングレコードK25A-422）（1983年）
4. アニメトピアIV（TDKコアT28A-1032）（1984年）
5. アニメトピア歌謡音楽祭（ビクター音楽産業JBX-25086）（1986年）

### オリジナルビデオ
- 放送開始200回記念アニメトピア in Video（Anime shop あいどる）（1986年）

## アニメトピアR
『アニメトピアR』（1997年4月〜2000年3月、ラジオ大阪）として復活。樋口智恵子と三橋加奈子のコンビで開始後、三橋が降板し坂本真綾と交代（1998年4月）している。毎回一つのテーマに沿ってフリートークとコントとミニドラマを展開する志向であり、『スネークマンショー』を彷彿とさせるラジカルな内容であった。
- ラジオ大阪 1997年4月13日 24時放送スタート
- 文化放送    1998年10月5日 25時30分放送スタート

### レギュラーコーナー
- 立派な○○になりたいのコーナー
- お絵描きバトル

### スポンサー
- ショウワノート
- マーベラスエンターテイメント
- 代々木アニメーション学院

### ディスコグラフィ
- animetopia R GORGEOUS（2000年）
- animetopia R GORGEOUS2（SSRX-3064）（2000年）

| 文化放送 日曜22:00～22:30枠→（1982年4月～1986年9月） | 文化放送 日曜22:00～22:30枠→（1982年4月～1986年9月） | 文化放送 日曜22:00～22:30枠→（1982年4月～1986年9月）                   |
| 前番組                                               | 番組名                                               | 次番組                                                                 |
| ---------------------------------------------------- | ---------------------------------------------------- | ---------------------------------------------------------------------- |
| イルカクラブへ （1981年10月～1982年3月）             | アニメトピア                                         | 落合恵子のちょっと待ってMONDAY ※22:00～23:00 （1986年10月～1990年4月） |
| 文化放送 月曜25:30～26:00枠                          |                                                      |                                                                        |
| しんみち家の人々                                     | アニメトピアR （1998年10月5日～2000年3月）           | 子安武人の花ゆめ気分でLaLaパーティー                                   |